# Cheval de Nangchen
Vous lisez un « bon article » labellisé en 2018.
Le cheval de Nangchen est un type de cheval tibétain, découvert puis décrit en 1993 et 1994 par l'ethnologue et explorateur français Michel Peissel. Ni les autorités chinoises, ni l'Organisation des Nations unies pour l'alimentation et l'agriculture (FAO) ne reconnaissent l'existence de ce cheval en tant que race tibétaine séparée, le considérant comme inclus parmi la race du Yushu.
Contrairement au poney tibétain classique, le cheval de Nangchen est un petit animal doté d'une morphologie fine, adaptée à la course, avec une petite tête, des oreilles courtes et des membres fins. Les nomades tibétains emploient ces chevaux adaptés à l'altitude pour le gardiennage du bétail, et des courses traditionnelles locales.

## Statut officiel
La plupart des sources d'autorités en zootechnie ne reconnaissent pas l'existence d'une race de chevaux tibétains spécifique sous le nom de « cheval de Nangchen ». Celui-ci ne figure ni dans l'étude menée par l'université d'Uppsala, publiée en août 2010 pour la FAO, ni dans la base de données DAD-IS gérée par la FAO, ni dans la seconde édition de l'ouvrage de l'université d'Oklahoma recensant les races de chevaux (2007), ni dans l'édition de 2016 de l'encyclopédie de CAB International. Le cheval de Nangchen n'est pas non plus reconnu comme race séparée par les autorités chinoises, qui l'incluent à la race dite « Yushu », et n'opèrent aucune distinction au sein de celle-ci,.
Il est mentionné dans l'encyclopédie de Delachaux et Niestlé (2014), Tous les chevaux du monde, comme un type possible chez la race Yushu. Il est cité sous le nom de « cheval de Nangchen » dans quelques ouvrages de vulgarisation en anglais et de cryptozoologie. Aussi, son statut de race chevaline séparée reste purement spéculatif.

## Histoire
Entre 1992 et 1994, Michel Peissel, un ethnologue et explorateur français, dirige plusieurs expéditions visant à étudier les chevaux du Tibet, et les soins qui leur sont prodigués. En 1993, son expédition étudie une race de chevaux établie à plus de 4 000 m d'altitude, vers le sud du Qinghai, dans le xian de Nangqên, traditionnellement nommé Kham par les Tibétains, situé au nord du Tibet,,,,,. La situation lui laisse supposer que ce cheval est élevé depuis au moins le IXe siècle par des nomades tibétains, sans influence venant de l’extérieur,,. Ces animaux n’auraient, d'après lui, pas d'ascendance provenant des sources communes à la plupart des autres races de poneys tibétains, ni le cheval mongol, ni l'Arabe, ni le Turkoman.
Peissel décrit cette race de chevaux « inconnue du monde occidental » dans la presse écrite américaine, notamment dans The New York Times du 24 mai 1994 et dans le Time Magazine l'année suivante. En 1995, Peissel retourne au Tibet dans l’espoir d'acheter quelques-uns de ces animaux pour les étudier plus en détail, mais ne peut le faire en raison du prix élevé demandé par les habitants autochtones. Au retour, son expédition prend une route alternative par un secteur éloigné, et découvre le cheval de Riwoché.
Sur la base de la découverte de Peissel, Harry Cannell postule que les troupes de l'empereur Qin Shi Huang auraient connu le cheval de Nangchen, et que celui-ci en a fait le commerce contre de l'or et des objets précieux, en grand nombre, si bien que la race aurait pris à cette époque le nom de « cheval de Qin ».

## Description
Il mesure en moyenne 1,33 m. Le modèle est fin, la tête assez petite et de profil rectiligne ou subconcave, avec de grands yeux bien saillants et de petites oreilles. L'encolure est fine et longue. Le dos est droit, la croupe arrondie. Les membres sont fins, terminés par de petits sabots de forme ovale. Crinière et queue sont fournies.
Michel Peissel décrit le cheval de Nangchen comme puissant et rapide, ayant de nombreuses caractéristiques d’une race de chevaux de course moderne,. Il présente des caractéristiques raffinées, et est agile. Ces caractéristiques incluent des adaptations à la très haute altitude de la région,, dont des poumons élargis,. Dans le district de Ghegi, Pleissel décrit des chevaux plus grands et robustes, surnommés do-ta, soit « chevaux de pierre ».
La robe est grise, alezane, noire ou baie sous toutes les nuances, et peut exprimer le gène Dun.
Les chevaux de Nangchen sont réputés endurants et dociles, et vont l'amble. Ils sont capables de survivre jusqu'à des altitudes de 5 400 mètres, mais dépendent des soins prodigués par leurs éleveurs, incluant des couvertures en feutre, des apports de fourrage ou d'autres nourritures, dont du fromage,. D'après Peissel, les nomades tibétains pratiquent un élevage sélectif, choisissant les chevaux à apparier pour la reproduction.

## Utilisations

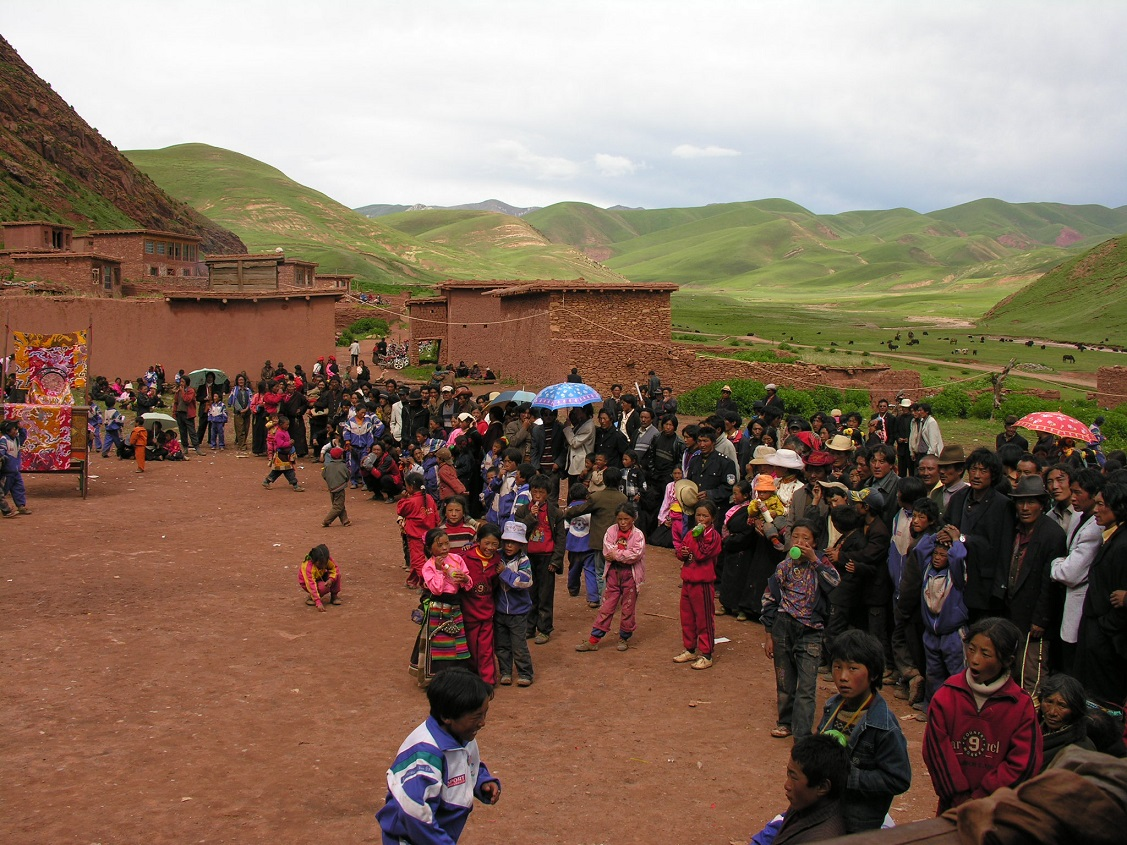
Festival monastique de Dompa Gompa, en 2005, dans le Nangchen : des chevaux sont discernables à l'arrière-plan.

D'après Peissel, ces chevaux sont employés par les nomades tibétains pour le gardiennage du bétail, et pour des courses de chevaux localement très populaires.

## Diffusion
Propre à la région de Nangchen, cette race compterait ses meilleurs éléments dans le district de Ghegi, toujours d'après Peissel.

#### Articles de presse
- [Cannell 2009] (en) Harry Cannell, « Chámă Gŭdaò –Tibet and the Tea-Horse Road », Aurlaea,‎ 18 juillet 2009 (lire en ligne)
- [Dam, Crumley et Gibson 1995] (en) Julie K.L. Dam, Bruce Crumley et Helen Gibson, « Ancient Hoofbeats: In Tibet, A Missing Link in Equine Evolution? », Time, vol. 146, no 22,‎ 27 novembre 1995 (lire en ligne, consulté le 10 septembre 2009)
- [Hilchey 1994] (en) Tim Hilchey, « Purebred Horse Unknown to West Is Reported in Highlands of Tibet », The New York Times,‎ 24 mai 1994 (lire en ligne)
- [Lowry 1995] Susan Lowry, « Explorer backs Tibetan dark horse in the history stakes », Fortean Times,‎ 1995 (lire en ligne, consulté le 10 septembre 2009)
- [Peissel 1999] (en) Michel Peissel, « Reserve on the roof of the world », Geographical,‎ avril 1999 (lire en ligne)
- [Simons 1995] (en) Marlise Simons, « A Stone-Age Horse Still Roams a Tibetan Plateau », The New York Times,‎ 12 novembre 1995 (lire en ligne)